# Ruedi Baur
Ruedi Baur (* 5. März 1956 in Paris) ist ein Schweizer Kommunikationsdesigner und Autor. Seine Schwerpunkte sind Leitsysteme und Gestaltung im Raum.

## Leben
Nach seinem Grafik-Design-Studium an der Hochschule für Gestaltung und Kunst in Zürich (HGKZ) gründete er 1983 das Atelier BBV im Dreieck Lyon-Mailand-Zürich.. Sechs Jahre später er das „Intégral“ concept. Dieses besteht heute aus sechs Partnerateliers, die sich auf Corporate Identity, Leit- und Orientierungssysteme sowie Informationsprogramme konzentrieren.
Von 1995 bis 2004 war Ruedi Baur Professor für System Design an der Hochschule für Grafik und Buchkunst Leipzig. Im Jahr 2002 wurde er Präsident der Alliance Graphique Internationale und am 1. März 2004 ernannte ihn die Hochschule für Gestaltung und Kunst zum Dozenten und Leiter des dort neu gegründeten Forschungsinstituts für Design (Design2Context).
Zum Kundenkreis von Baurs Ideen zählen u. a. das Französische Ministerium für Jugend, Erziehung und Forschung, das Centre Georges Pompidou und der Palais des congrès de Paris, das Inselspital Bern, die Schweizerische Landesausstellung „Expo.02“, der Flughafen Köln/Bonn und das Europäische Universitätszentrum in Strassburg. Er arbeitet auch an Entwürfen zur Umgestaltung ganzer Stadtteile. 

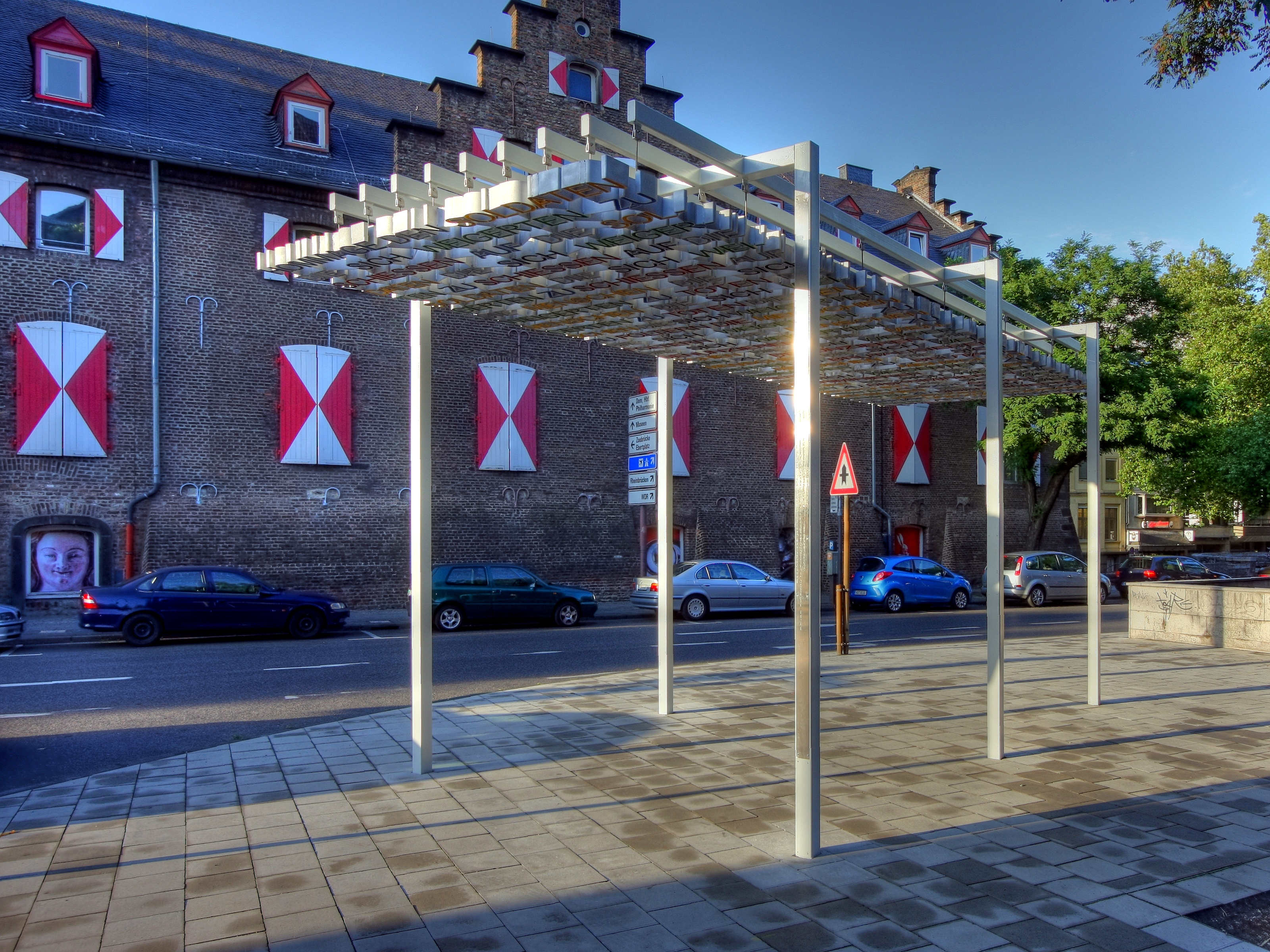
Denkmal für Deserteure und Opfer der NS-Militärjustiz Köln

Am 1. September 2009, dem Weltfriedenstag, wurde zum 70. Jahrestag des deutschen Überfalls auf Polen auf dem Kölner Appellhofplatz ein von ihm geschaffenes Denkmal in Form einer Pergola eingeweiht, das Deserteure und Kriegsgegner würdigt (siehe Deserteurdenkmal Köln). Der Text auf dem Dach der Pergola erinnert an die Opfer der NS-Militärjustiz.